# 立花芙実
立花 芙実（たちばな ふみ、1993年6月29日 - ）は、日本の女性声優。長崎県出身。
血液型はB型。星座は蟹座。趣味はメイドカフェ巡り。

## 人物
- 家族には2つ歳上の兄がいる。
- 声優の田村ゆかりの熱烈なファンであり、自身の番組でも王国民であることを語っている。
- 自動車が好きで、自身も工場に勤めていた経歴がある。１番好きなマシンはマツダの787B。また、ロータリーエンジンに関しては特に熱く語る節がある。
- 交友関係としてはアニラブ第5期メンバーである角元明日香、藤原未来、七瀬亜深、富沢恵莉（5期メンバーによるユニット「FAMILEA」としてイベント出演も）などが特に挙げられる。
- 2018年12月31日に高校時代の友人と結婚していたことをTwitterにて報告する。その翌日2019年1月1日に自身のTwitterアカウントを削除した。

## 出演

### ラジオ
- サクラカプセル WEBラジオ（2014年[1]）
- 文化放送超!A&G＋「立花芙実の本気!アニラブ」（2014年 - 2015年[2]）
- OVAサクラカプセルWEBラジオ「立花芙実のえんじぇるりんぐ」（2015年）

### インターネット
- オートガレージTV「Car Stream TV」アシスタントMC（2016年[3]）

### DVD
- OVAサクラカプセル オーデション用DVD（2014年）

### OVA
- サクラカプセル（ナレーション）

## ディスコグラフィ
| 発売日 | 商品名                         | 歌                                                              | 楽曲                     | 備考                                                 |
| 2014年 | 2014年                         | 2014年                                                          | 2014年                   | 2014年                                               |
| ------ | ------------------------------ | --------------------------------------------------------------- | ------------------------ | ---------------------------------------------------- |
| 9月3日 | あの桜の木の下で               | 櫻井ななこ、「サクラカプセル」看板娘                            | 「また会おう」           | OVA『サクラカプセル』応援歌                          |
| 2015年 |                                |                                                                 |                          |                                                      |
| 1月9日 | 本気！アニラブ～オールスターズ | FAMILEA （立花芙実・角元明日香・藤原未来・ 七瀬亜深・富沢恵莉） | 「目の前の君を信じてる」 | 文化放送超!A＆G＋『本気！アニラブ』第5期テーマソング |